# سلطان آغا خانم

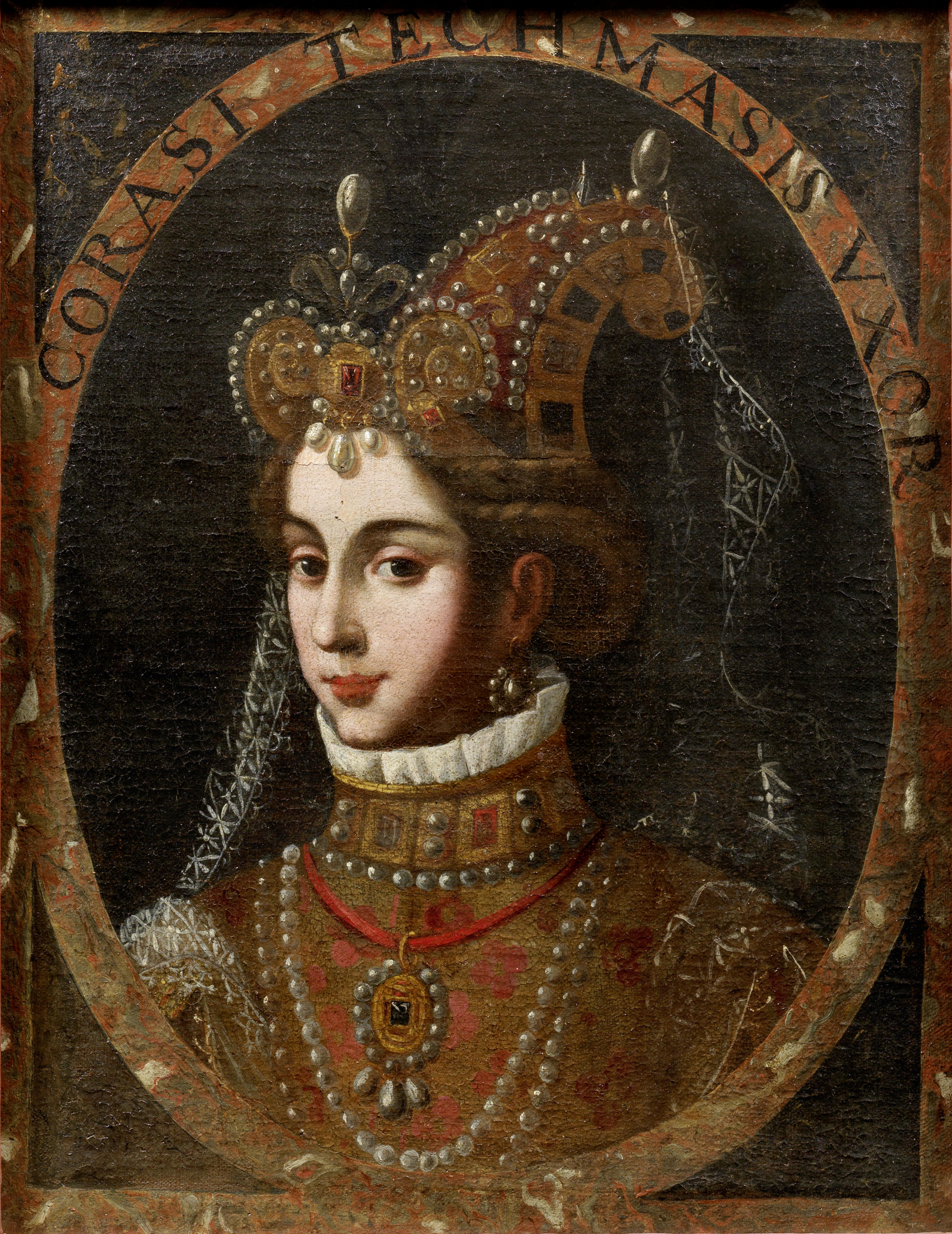
نگاره ای از سلطان آغا خانم کشیده شده توسط نقاش ایتالیایی جان تئودور دِ بری در سال ۱۵۹۶

سلطان آغا خانم، ملکه هم‌نشین شاه تهماسب یکم و دومین همسر وی بود که اصالتی چرکس داشت و خواهر شمخال‌ سلطان بود. وی در سال ۱۵۴۷ با شاه تهماسب ازدواج کرد. او مادر پریخان خانم و سلیمان میرزا بود او با ماه‌دوران سلطان همسر سلیمان قانونی مکاتباتی داشته وهدایایی نیز به هم تقدیم کرده اند